# Knut Terjung
Knut Terjung (* 21. April 1940 in Wuppertal) ist ein deutscher Journalist.

## Beruflicher Werdegang
Nach dem Abitur begann Knut Terjung an der Kirchlichen Hochschule in Wuppertal ein Studium der evangelischen Theologie, das er aber bereits nach kurzer Zeit abbrach, um Journalist zu werden.
1962, kurz nach dem Mauerbau, zog es ihn nach Berlin, wo er als junger Reporter und Redakteur beim Rundfunksender RIAS über das Leben der geteilten Stadt berichtete. 1965 holte ihn Werner Höfer als Fernsehreporter in die Redaktion von „Hier und Heute“ zum WDR nach Köln. 1969 wechselte Terjung als Redakteur mit besonderen Aufgaben zum gerade gegründeten „ZDF-Magazin“. 1971 forderten 9 von 13 Redakteuren (darunter Terjung) dessen Leiter, Gerhard Löwenthal, auf, sich von rechtsextremen Äußerungen zweier Mitarbeiter zu distanzieren. Weil der sich weigerte, ließen sich alle 9 Kritiker innerhalb des Senders versetzen. So trat Terjung als Korrespondent im Bonner Hauptstadtstudio des ZDF an.
Im Juni 1974 berief ihn Herbert Wehner, Vorsitzender der SPD-Bundestagsfraktion, zum Pressesprecher der Fraktion. In der gesamten Amtszeit Helmut Schmidts als Bundeskanzler blieb Terjung in dieser Funktion.
Danach kehrte er, wie es seinem ursprünglichen Wunsch entsprach, zum Fernsehen zurück und wurde Redakteur beim Heute-journal des ZDF. Im April 1985 gründete er in Athen ein neues Auslandsstudio des ZDF, zu dessen Berichtsgebiet außer Griechenland die Türkei und beide Teile Zyperns gehörten. Über den Freiheitskampf der Kurden, Folter in der Türkei oder griechisches Sonderverhalten gegenüber der EU berichtete Terjung exklusiv in großformatigen Dokumentationen. Nach dem Tod des rumänischen Diktators Nicolae Ceaușescu im Dezember 1989 berichtete Terjung auch aus Bukarest. 1992 übernahm er die Leitung des ZDF-Studios Warschau und begleitete über 5 Jahre den polnischen Wechsel zu Marktwirtschaft und Demokratie. 1997 kehrte er nach Deutschland zurück und übernahm die Leitung des ZDF-Inlandstudios Hamburg. Um die Präsenz des Mainzer Senders in der Hansestadt norddeutschen Institutionen stärker vor Augen zu führen, initiierte und organisierte Terjung den ZDF-hansetreff, zu dem sich jedes Jahr an einem anderen Hamburger Ort Prominenz aus Film und Politik, Wirtschaft und Medien zusammenfand. In einer Abschiedsrede zu seiner Pensionierung hat Terjung nach 28 Jahren beim Mainzer Fernsehsender kritisch resümiert, Journalisten sollten mehr dazu beitragen „inmitten der Verwirrtheiten einer immer komplexer werdenden Welt ein Stück solide Orientierung zu bieten“, anstatt als neuen öffentlich-rechtlichen Maßstab einzuführen „wie sexy“ ein Thema sei.

## CHINA TIME
Im April 2005 beauftragte der 1. Hamburger Bürgermeister, Ole von Beust (CDU) Terjung, eine Großveranstaltung zu organisieren, die die Hansestadt als wichtigen Partner Chinas im öffentlichen Bewusstsein verankern sollte. „CHINA TIME“, wie Terjung das Programm von rund 200 Einzelveranstaltungen im September 2006 genannt hat, mit einem riesigen Kupferdrachen inmitten der Binnenalster, Ausstellung zeitgenössischer chinesischer Kunst sowie Hamburg-Plakaten in 28 deutschen Städten und vielen Metropolen der Welt, wurde ein großer Erfolg. Inzwischen findet „CHINA TIME“ regelmäßig alle zwei Jahre in Hamburg statt.

## Freimaurer
Im Februar 1999 in die älteste deutsche Freimaurerloge, „Absalom zu den drei Nesseln“ aufgenommen, sorgte Terjung vor allem dafür, das Wesen und die aufklärerischen Ziele des vermeintlichen „Geheimbundes“ einer breiteren Öffentlichkeit bekannt zu machen. 2003 wurde er Gästesekretär, 2007 von seiner Loge beauftragt, Festlichkeiten zum 275-jährigen Jubiläum der deutschen Freimaurerei in Hamburg zu organisieren. 2009 wählte ihn der Senat der Vereinigten Großlogen von Deutschland zum „Koordinator für gesellschaftliche Fragen“, um die Bruderschaft stärker in die Gesellschaft hinein zu öffnen. Gravierende Meinungsverschiedenheiten innerhalb von „Absalom“ veranlassten 2011 Terjung und eine Reihe seiner Logen-Brüder, ihre Ämter niederzulegen. 2013 trat Terjung aus der Loge aus.

## „Knut Terjung trifft...“
Seit Herbst 2014 führt der Journalist bis zum Ausbruch von Corona unter dem Motto „Knut Terjung trifft...“ in eigener Regie über 40 eingehende Gespräche mit unterschiedlichsten Gästen über deren Leben und deren Werte. Die Idee, für diese Reihe die besondere Atmosphäre von St. Nikolai zu nutzen, hatte deren damaliger Hauptpastor, der heutige Kulturbeauftragte der EKD, Johann Hinrich Claussen. Völlig frei in der Auswahl seiner Partner hat Terjung bisher Persönlichkeiten eingeladen wie den Architekten Meinhard von Gerkan, die Schauspielerin Hannelore Hoger, Roncalli-Chef Bernhard Paul, Pianist Joja Wendt, Elbphilharmonie-Generalintendant Christoph Lieben-Seutter, „Wacken-Festival“-Gründer Holger Hübner, Industriemanager Werner Marnette, den Publizisten Ulrich Wickert, Hamburgs ehemaligen Bürgermeister Ole von Beust, Bundespräsident a. D. Christian Wulff, Komiker Karl Dall, den ehemaligen Kommandeur der Führungsakademie der Bundeswehr, Generalmajor Christian Beck, Imam Mehmet Karaoglu, den Bundesminister und Hamburger Bürgermeister a. D. Klaus von Dohnanyi, Moderator Markus Lanz, Klimaforscher Mojib Latif, den Zoologen Claus Hagenbeck, den Survival-Aktivisten Rüdiger Nehberg, Leoluca Orlando, Mafia-Jäger und Bürgermeister von Palermo, den Direktor von Deutschlands bestem Hotel, Ingo C. Peters – aber auch im Stillen wirkende Menschen, wie die langjährige Telefonseelsorgerin Maria Mädge oder die Vorsitzende der „Stiftung Kinderjahre“, Hannelore Lay.
Als Gegenstück zu auf Krawall gebürsteten, hektischen Talk-Shows versteht Terjung die unaufgeregten Erzählungen von Lebensentwürfen und Lebenswegen unter der Maßgabe: Denkanstöße geben, Mut machen, auch Platz für Humor lassen. Zu den eintrittsfreien Veranstaltungen kommen regelmäßig bis zu 700 Zuhörer.

## Persönliches
Während der Corona-Epidemie, die er überwiegend in seinem Haus auf Formentera verbrachte, entdeckte Terjung seine Leidenschaft wieder, abstrakte Bilder in Schellacktusche zu malen. Der Conseil von Formentera widmete ihm eine Ausstellung, eine weitere läuft seit 23. Februar 23 in der Hamburger Hauptkirche St. Nikolai. Den Erlös aller Verkäufe stiftet Terjung für den Wiederaufbau von Kiew.
Knut Terjung, evangelisch, ist seit 1970 Gewerkschaftsmitglied (RFFU, inzwischen ver.di). In die SPD trat er 1971 ein.
Er ist verheiratet und hat 3 Kinder und 2 Enkelkinder.

## Veröffentlichungen
Knut Terjung (Hg.): Der Onkel. Herbert Wehner in Gesprächen und Interviews. Hoffmann & Campe, Hamburg 1986, ISBN 3-455-08259-9.